# Bargen (Engen)
Bargen ist ein Stadtteil von Engen im baden-württembergischen Landkreis Konstanz.

## Geschichte
Bargen ist 1342 erstmals urkundlich erwähnt worden. Als Bestandteil der Herrschaft von Hewen wurde der Ort 1806 dem badischen Amt Engen eingegliedert, kam nach dessen Auflösung 1936 vorübergehend zum Landkreis Donaueschingen und 1939 wieder zum Landkreis Konstanz.
Bargen wurde am 1. Juli 1971 nach Engen eingemeindet.

## Lage und Verkehrsanbindung
Bargen liegt nördlich des Kernortes Engen an der Landesstraße 225. Nördlich und östlich verläuft die Bundesautobahn 81.

## Sehenswürdigkeiten
Etwa zwei Kilometer nordöstlich liegt im Gewann „Ottegrund“ der Römische Gutshof von Bargen, eine ehemalige römische Villa rustica mit Haupt- und Badehaus, Tempel- und Wirtschaftsgebäude.